# ジーノ・インファンティーノ
ジーノ・インファンティーノ（イタリア語: Gino Infantino、2003年5月19日 - ）は、アルゼンチン・ロサリオ出身のサッカー選手。アル・アインFC所属。ポジションはミッドフィールダー。

## クラブ歴
幼少の頃からレアル・マドリードやビジャレアルCFの練習に参加していた。2018年にCAロサリオ・セントラルの下部組織に移り、2020年夏のプレシーズンにトップチームに昇格した。同年11月13日に選手初出場を記録した。
2023年8月1日、セリエAのACFフィオレンティーナに移籍した。
2024年10月1日、アル・アインFCにレンタル移籍した。

## 代表歴
年代別代表ではアルゼンチン代表として出場している。U-20代表では2023 FIFA U-20ワールドカップに参加した。

## 私生活
生まれはアルゼンチンだが、血筋はイタリア系である。